# Uroš Pavlovčič
Uroš Pavlovčič, slovenski alpski smučar, * 20. februar 1972, Jesenice.

## Športna kariera
Pavlovčič je tekmoval v svetovnem pokalu štiri sezone, od 1999-2000 do 2002-03. Nastopal je v slalomu in veleslalomu. Dosegel je eno uvrstitev na stopničke, s tretjim mestom na veleslalomu Kranjske gore 2001. Skupaj je dosegel 24 uvrstitev med dobitnike točk.
Pavlovčič je za Slovenijo nastopil na Zimskih olimpijskih igrah 2002 v Salt Lake Cityju. Na svojih edinih Olimpijskih igrah je nastopil v veleslalomu. V prvi vožnji je končal na 20. mestu, na drugi progi pa je nato odstopil.
Nastopil je na enem svetovnem prvenstvu, to je bilo leta 2001, ko je v veleslalomu osvojil 21. mesto.